# Seleção Virginense de Basquetebol (Ilhas Virgens Britânicas)
A equipe nacional de basquete das Ilhas Virgens Britânicas representa as Ilhas Virgens Britânicas (BVI) em competições internacionais de basquete. É administrada pela Federação de Basquetebol Amador das Ilhas Virgens Britânicas. 